# Sebastián Coates
Sebastián Coates Nion (Montevideo, 7 ottobre 1990) è un calciatore uruguaiano, difensore del Nacional e della nazionale uruguaiana.
Possiede anche il passaporto spagnolo.

## Caratteristiche tecniche
È un difensore centrale dal fisico possente, dotato di senso della posizione, buona abilità nel gioco aereo e costruzione della manovra.

## Carriera

### Club

#### Nacional
Cresciuto nelle giovanili del Nacional, a 18 anni viene convocato per la prima volta in prima squadra. Nel giro di 2 anni disputa 21 partite nel massimo campionato uruguagio, segnando 2 gol. Vanta anche 13 presenze nella Coppa Libertadores nelle edizioni 2009 e 2010 e 2 gol all'attivo.

#### Liverpool
Il 30 agosto 2011, dopo un'attesa dovuta al permesso di lavoro per l'Inghilterra, il Liverpool ufficializza l'acquisto di Coates dal Nacional per 7 milioni di sterline (circa 8 milioni di euro). Decisiva per il passaggio al Liverpool l'intercessione dell'attaccante del Liverpool e compagno di nazionale di Coates Luis Suarez.
Segna il suo primo gol con la maglia del Liverpool, in rovesciata, il 21 marzo 2012, nella partita contro il QPR.

#### Sporting Lisbona
Il 29 gennaio 2024 gioca la sua partita numero 350 con lo Sporting Lisbona, mettendo a segno un doppietta in occasione della partita di campionato vinta per 8-0 contro il Casa Pia, diventando altresì il difensore più prolifico nella storia del club portoghese.

#### Ritorno al Nacional
Il 6 luglio 2024, ritorna ufficialmente al Nacional, club in cui era cresciuto e dove aveva iniziato la propria carriera calcistica.

### Nazionale
È stato uno dei maggiori protagonisti dell'Uruguay nel Campionato sudamericano di calcio Under-20 2009 ed è stato presente nella prima lista dei giocatori che Tabarez aveva convocato per il Mondiale in Sudafrica del 2010. Escluso dalla massima competizione internazionale, l'anno successivo viene convocato per la Coppa America e viene schierato titolare nella semifinale vinta per 2-0 contro il Perù, oltre che nella finale contro il Paraguay, vinta per 3-0. A ventun anni non ancora compiuti, Coates si laurea campione del Sudamerica vincendo anche il premio di miglior giovane della Copa América 2011.
Convocato per i Mondiali 2014, esordisce nella vittoria per 2-1 contro l'Inghilterra.
Viene convocato per la Copa América Centenario negli Stati Uniti, ma non può parteciparvi a causa di un infortunio e viene sostituito da Gastón Silva.

## Statistiche

### Presenze e reti nei club
Statistiche aggiornate al 22 febbraio 2024.
| Stagione                | Squadra                 | Campionato              | Campionato | Campionato | Coppe nazionali | Coppe nazionali | Coppe nazionali | Coppe continentali | Coppe continentali | Coppe continentali | Altre coppe | Altre coppe | Altre coppe | Totale | Totale |
| Stagione                | Squadra                 | Comp                    | Pres       | Reti       | Comp            | Pres            | Reti            | Comp               | Pres               | Reti               | Comp        | Pres        | Reti        | Pres   | Reti   |
| ----------------------- | ----------------------- | ----------------------- | ---------- | ---------- | --------------- | --------------- | --------------- | ------------------ | ------------------ | ------------------ | ----------- | ----------- | ----------- | ------ | ------ |
| 2008-2009               | Nacional                | PD                      | 11         | 3          | -               | -               | -               | CL                 | 5                  | 1                  | -           | -           | -           | 16     | 4      |
| 2009-2010               | Nacional                | PD                      | 21+3       | 2          |                 | -               | -               | CL                 | 8                  | 1                  | -           | -           | -           | 32     | 3      |
| 2010-2011               | Nacional                | PD                      | 27+1       | 1          | -               | -               | -               | CL                 | 5                  | 0                  | -           | -           | -           | 33     | 1      |
| ago. 2011               | Nacional                | PD                      | 1          | 0          | -               | -               | -               | CS+CL              | 0                  | 0                  | -           | -           | -           | 1      | 0      |
| set. 2011-2012          | Liverpool               | PL                      | 7          | 1          | FACup+CdL       | 2+3             | 0               | UEL                | -                  | -                  | -           | -           | -           | 12     | 1      |
| 2012-2013               | Liverpool               | PL                      | 5          | 0          | FACup+CdL       | 2+2             | 0               | UEL                | 3                  | 1                  | -           | -           | -           | 12     | 1      |
| Totale Liverpool        | Totale Liverpool        | Totale Liverpool        | 12         | 1          |                 | 9               | 0               |                    | 3                  | 1                  |             | -           | -           | 24     | 2      |
| 2013-2014               | Nacional                | PD                      | 6          | 0          | -               | -               | -               | CL                 | 1                  | 0                  | -           | -           | -           | 7      | 0      |
| Totale Nacional         | Totale Nacional         | Totale Nacional         | 66+4       | 6          | -               | -               | -               | -                  | 19                 | 2                  | -           | -           | -           | 89     | 8      |
| 2014-2015               | Sunderland              | PL                      | 10         | 0          | FACup+CdL       | 2+1             | 0               | -                  | -                  | -                  | -           | -           | -           | 13     | 0      |
| 2015-gen. 2016          | Sunderland              | PL                      | 16         | 0          | FACup+CdL       | 1+1             | 0               | -                  | -                  | -                  | -           | -           | -           | 18     | 0      |
| Totale Sunderland       | Totale Sunderland       | Totale Sunderland       | 26         | 0          |                 | 5               | 0               |                    | -                  | -                  |             | -           | -           | 31     | 0      |
| gen.-giu. 2016          | Sporting Lisbona        | PL                      | 13         | 0          | CP+CdL          | -               | -               | UEL                | 1                  | 0                  | SP          | -           | -           | 14     | 0      |
| 2016-2017               | Sporting Lisbona        | PL                      | 33         | 3          | CP+CdL          | 2+2             | 0               | UCL                | 6                  | 0                  | -           | -           | -           | 43     | 3      |
| 2017-2018               | Sporting Lisbona        | PL                      | 34         | 2          | CP+CdL          | 5+4             | 2+1             | UCL+UEL            | 7+4                | 0                  | -           | -           | -           | 54     | 5      |
| 2018-2019               | Sporting Lisbona        | PL                      | 31         | 1          | CP+CdL          | 6+4             | 0+1             | UEL                | 8                  | 0                  | -           | -           | -           | 49     | 2      |
| 2019-2020               | Sporting Lisbona        | PL                      | 29         | 4          | CP+CdL          | 0+3             | 0               | UEL                | 7                  | 2                  | SP          | 1           | 0           | 40     | 6      |
| 2020-2021               | Sporting Lisbona        | PL                      | 33         | 5          | CP+CdL          | 3+2             | 2+0             | UEL                | 2                  | 0                  | -           | -           | -           | 40     | 7      |
| 2021-2022               | Sporting Lisbona        | PL                      | 30         | 2          | CP+CdL          | 3+1             | 1+0             | UCL                | 6                  | 2                  | SP          | 1           | 0           | 41     | 5      |
| 2022-2023               | Sporting Lisbona        | PL                      | 30         | 1          | CP+CdL          | 0+4             | 0               | UCL+UEL            | 5+5                | 0+2                | -           | -           | -           | 44     | 3      |
| 2023-2024               | Sporting Lisbona        | PL                      | 29         | 4          | CP+CdL          | 6+2             | 1+0             | UEL                | 7                  | 1                  | -           | -           | -           | 44     | 6      |
| Totale Sporting Lisbona | Totale Sporting Lisbona | Totale Sporting Lisbona | 262        | 22         |                 | 47              | 8               |                    | 58                 | 7                  |             | 2           | 0           | 369    | 37     |
| Totale carriera         | Totale carriera         | Totale carriera         | 370        | 29         |                 | 61              | 8               |                    | 80                 | 10                 |             | 2           | 0           | 513    | 47     |

### Cronologia presenze e reti in nazionale
| Cronologia completa delle presenze e delle reti in nazionale ― Uruguay | Cronologia completa delle presenze e delle reti in nazionale ― Uruguay | Cronologia completa delle presenze e delle reti in nazionale ― Uruguay | Cronologia completa delle presenze e delle reti in nazionale ― Uruguay | Cronologia completa delle presenze e delle reti in nazionale ― Uruguay | Cronologia completa delle presenze e delle reti in nazionale ― Uruguay | Cronologia completa delle presenze e delle reti in nazionale ― Uruguay | Cronologia completa delle presenze e delle reti in nazionale ― Uruguay |
| Data                                                                   | Città                                                                  | In casa                                                                | Risultato                                                              | Ospiti                                                                 | Competizione                                                           | Reti                                                                   | Note                                                                   |
| ---------------------------------------------------------------------- | ---------------------------------------------------------------------- | ---------------------------------------------------------------------- | ---------------------------------------------------------------------- | ---------------------------------------------------------------------- | ---------------------------------------------------------------------- | ---------------------------------------------------------------------- | ---------------------------------------------------------------------- |
| 23-6-2011                                                              | Rivera                                                                 | Uruguay                                                                | 3 – 0                                                                  | Estonia                                                                | Amichevole                                                             | -                                                                      | 59’                                                                    |
| 8-7-2011                                                               | Mendoza                                                                | Uruguay                                                                | 1 – 1                                                                  | Cile                                                                   | Coppa America 2011 - 1º turno                                          | -                                                                      |                                                                        |
| 12-7-2011                                                              | La Plata                                                               | Uruguay                                                                | 1 – 0                                                                  | Messico                                                                | Coppa America 2011 - 1º turno                                          | -                                                                      | 90’                                                                    |
| 19-7-2011                                                              | La Plata                                                               | Perù                                                                   | 0 – 2                                                                  | Uruguay                                                                | Coppa America 2011 - Semifinale                                        | -                                                                      |                                                                        |
| 24-7-2011                                                              | Buenos Aires                                                           | Uruguay                                                                | 3 – 0                                                                  | Paraguay                                                               | Coppa America 2011 - Finale                                            | -                                                                      | [ 13 ]                                                                 |
| 2-9-2011                                                               | Charkiv                                                                | Ucraina                                                                | 2 – 3                                                                  | Uruguay                                                                | Amichevole                                                             | -                                                                      | 77’                                                                    |
| 15-11-2011                                                             | Roma                                                                   | Italia                                                                 | 0 – 1                                                                  | Uruguay                                                                | Amichevole                                                             | -                                                                      | 45’                                                                    |
| 2-6-2012                                                               | Montevideo                                                             | Uruguay                                                                | 1 – 1                                                                  | Venezuela                                                              | Qual. Mondiali 2014                                                    | -                                                                      | 77’                                                                    |
| 10-6-2012                                                              | Montevideo                                                             | Uruguay                                                                | 4 – 2                                                                  | Perù                                                                   | Qual. Mondiali 2014                                                    | -                                                                      |                                                                        |
| 5-6-2013                                                               | Montevideo                                                             | Uruguay                                                                | 1 – 0                                                                  | Francia                                                                | Amichevole                                                             | -                                                                      |                                                                        |
| 20-6-2013                                                              | Salvador                                                               | Nigeria                                                                | 1 – 2                                                                  | Uruguay                                                                | Conf. Cup 2013 - 1º turno                                              | -                                                                      | 81’                                                                    |
| 23-6-2013                                                              | Recife                                                                 | Uruguay                                                                | 8 – 0                                                                  | Tahiti                                                                 | Conf. Cup 2013 - 1º turno                                              | -                                                                      |                                                                        |
| 14-8-2013                                                              | Rifu                                                                   | Giappone                                                               | 2 – 4                                                                  | Uruguay                                                                | Amichevole                                                             | -                                                                      | 80’                                                                    |
| 30-5-2014                                                              | Montevideo                                                             | Uruguay                                                                | 1 – 0                                                                  | Irlanda del Nord                                                       | Amichevole                                                             | -                                                                      | 45’                                                                    |
| 4-6-2014                                                               | Montevideo                                                             | Uruguay                                                                | 2 – 0                                                                  | Slovenia                                                               | Amichevole                                                             | -                                                                      | 81’                                                                    |
| 19-6-2014                                                              | San Paolo                                                              | Uruguay                                                                | 2 – 1                                                                  | Inghilterra                                                            | Mondiali 2014 - 1º turno                                               | -                                                                      | 88’                                                                    |
| 20-6-2015                                                              | La Serena                                                              | Uruguay                                                                | 1 – 1                                                                  | Paraguay                                                               | Coppa America 2015 - 1º turno                                          | -                                                                      |                                                                        |
| 4-9-2015                                                               | Panama                                                                 | Panama                                                                 | 0 – 1                                                                  | Uruguay                                                                | Amichevole                                                             | -                                                                      | 45’                                                                    |
| 12-11-2015                                                             | Quito                                                                  | Ecuador                                                                | 2 – 1                                                                  | Uruguay                                                                | Qual. Mondiali 2018                                                    | -                                                                      |                                                                        |
| 18-11-2015                                                             | Montevideo                                                             | Uruguay                                                                | 3 – 0                                                                  | Cile                                                                   | Qual. Mondiali 2018                                                    | -                                                                      |                                                                        |
| 26-6-2015                                                              | Recife                                                                 | Brasile                                                                | 2 – 2                                                                  | Uruguay                                                                | Qual. Mondiali 2018                                                    | -                                                                      |                                                                        |
| 30-6-2015                                                              | Montevideo                                                             | Uruguay                                                                | 1 – 0                                                                  | Cile                                                                   | Qual. Mondiali 2018                                                    | -                                                                      |                                                                        |
| 6-10-2016                                                              | Montevideo                                                             | Uruguay                                                                | 3 – 0                                                                  | Venezuela                                                              | Qual. Mondiali 2018                                                    | -                                                                      |                                                                        |
| 11-10-2016                                                             | Barranquilla                                                           | Colombia                                                               | 2 – 2                                                                  | Uruguay                                                                | Qual. Mondiali 2018                                                    | -                                                                      |                                                                        |
| 10-11-2016                                                             | Montevideo                                                             | Uruguay                                                                | 2 – 1                                                                  | Ecuador                                                                | Qual. Mondiali 2018                                                    | 1                                                                      |                                                                        |
| 15-11-2016                                                             | Santiago del Cile                                                      | Cile                                                                   | 3 – 1                                                                  | Uruguay                                                                | Qual. Mondiali 2018                                                    | -                                                                      | 45’                                                                    |
| 24-3-2017                                                              | Montevideo                                                             | Uruguay                                                                | 1 – 4                                                                  | Brasile                                                                | Qual. Mondiali 2018                                                    | -                                                                      | 71’                                                                    |
| 4-6-2017                                                               | Dublino                                                                | Irlanda                                                                | 3 – 1                                                                  | Uruguay                                                                | Amichevole                                                             | -                                                                      |                                                                        |
| 7-6-2017                                                               | Nizza                                                                  | Italia                                                                 | 3 – 0                                                                  | Uruguay                                                                | Amichevole                                                             | -                                                                      |                                                                        |
| 26-3-2018                                                              | Nanning                                                                | Galles                                                                 | 0 – 1                                                                  | Uruguay                                                                | Amichevole                                                             | -                                                                      | 8’                                                                     |
| 25-6-2018                                                              | Samara                                                                 | Russia                                                                 | 0 – 3                                                                  | Uruguay                                                                | Mondiali 2018 - 1º turno                                               | -                                                                      |                                                                        |
| 12-10-2018                                                             | Seul                                                                   | Corea del Sud                                                          | 2 – 1                                                                  | Uruguay                                                                | Amichevole                                                             | -                                                                      |                                                                        |
| 16-10-2018                                                             | Saitama                                                                | Giappone                                                               | 4 – 3                                                                  | Uruguay                                                                | Amichevole                                                             | -                                                                      |                                                                        |
| 22-3-2019                                                              | Nanning                                                                | Uruguay                                                                | 3 – 0                                                                  | Uzbekistan                                                             | Amichevole                                                             | -                                                                      | 63’                                                                    |
| 24-6-2019                                                              | Rio de Janeiro                                                         | Cile                                                                   | 0 – 1                                                                  | Uruguay                                                                | Coppa America 2019 - 1º turno                                          | -                                                                      | 90+2’                                                                  |
| 7-9-2019                                                               | San José                                                               | Costa Rica                                                             | 1 – 2                                                                  | Uruguay                                                                | Amichevole                                                             | -                                                                      |                                                                        |
| 10-9-2019                                                              | Saint Louis                                                            | Stati Uniti                                                            | 1 – 1                                                                  | Uruguay                                                                | Amichevole                                                             | -                                                                      |                                                                        |
| 15-11-2019                                                             | Budapest                                                               | Ungheria                                                               | 1 – 2                                                                  | Uruguay                                                                | Amichevole                                                             | -                                                                      | 39’                                                                    |
| 18-11-2019                                                             | Tel Aviv                                                               | Argentina                                                              | 2 – 2                                                                  | Uruguay                                                                | Amichevole                                                             | -                                                                      | 17’                                                                    |
| 8-10-2020                                                              | Montevideo                                                             | Uruguay                                                                | 2 – 1                                                                  | Cile                                                                   | Qual. Mondiali 2022                                                    | -                                                                      | 55’                                                                    |
| 28-6-2021                                                              | Rio de Janeiro                                                         | Uruguay                                                                | 1 – 0                                                                  | Paraguay                                                               | Coppa America 2021 - 1º turno                                          | -                                                                      | 46’                                                                    |
| 10-10-2021                                                             | Buenos Aires                                                           | Argentina                                                              | 3 – 0                                                                  | Uruguay                                                                | Qual. Mondiali 2022                                                    | -                                                                      |                                                                        |
| 14-10-2021                                                             | Manaus                                                                 | Brasile                                                                | 4 – 1                                                                  | Uruguay                                                                | Qual. Mondiali 2022                                                    | -                                                                      | 90+3’                                                                  |
| 2-6-2022                                                               | Glendale                                                               | Messico                                                                | 0 – 3                                                                  | Uruguay                                                                | Amichevole                                                             | -                                                                      |                                                                        |
| 5-6-2022                                                               | Kansas City                                                            | Stati Uniti                                                            | 0 – 0                                                                  | Uruguay                                                                | Amichevole                                                             | -                                                                      | 35’                                                                    |
| 11-6-2022                                                              | Montevideo                                                             | Uruguay                                                                | 5 – 0                                                                  | Panama                                                                 | Amichevole                                                             | -                                                                      |                                                                        |
| 28-11-2022                                                             | Lusail                                                                 | Portogallo                                                             | 2 – 0                                                                  | Uruguay                                                                | Mondiali 2022 - 1º turno                                               | -                                                                      |                                                                        |
| 2-12-2022                                                              | Al Wakrah                                                              | Ghana                                                                  | 0 – 2                                                                  | Uruguay                                                                | Mondiali 2022 - 1º turno                                               | -                                                                      | 87’                                                                    |
| 24-3-2023                                                              | Tokyo                                                                  | Giappone                                                               | 1 – 1                                                                  | Uruguay                                                                | Amichevole                                                             | -                                                                      |                                                                        |
| 28-3-2023                                                              | Seul                                                                   | Corea del Sud                                                          | 1 – 2                                                                  | Uruguay                                                                | Amichevole                                                             | 1                                                                      | 88’                                                                    |
| Totale                                                                 |                                                                        | Presenze                                                               | 50                                                                     |                                                                        | Reti                                                                   | 2                                                                      |                                                                        |

## Palmarès

### Club
- Campionato uruguaiano: 2

Nacional Montevideo: 2008-2009, 2010-2011
- Coppa di Lega inglese: 1

Liverpool: 2011-2012
- Coppa di Lega portoghese: 4

Sporting CP: 2017-2018, 2018-2019, 2020-2021, 2021-2022
- Coppa del Portogallo: 1

Sporting CP: 2018-2019
- Campionato portoghese: 2

Sporting CP: 2020-2021, 2023-2024
- Supercoppa di Portogallo: 1

Sporting CP: 2021
- Supercopa Uruguaya: 1

Nacional Montevideo: 2025

### Nazionale
- Coppa America: 1

Argentina 2011

### Individuale
- Miglior giovane della Coppa America:1

Argentina 2011